# 鄧棟
鄧棟（1512年—？），字少隆，號登菴，湖廣漢川縣人，浙江台州府臨海縣，官籍，明朝政治人物。

## 生平
嘉靖二十二年（1543年）癸卯科浙江鄉試第十名。嘉靖二十九年（1550年）庚戌科進士。三十五年六月由行人司行人選禮科給事中，三十六年四月升吏科右，復除工科右，曾奉命核查薊遼總督許論濫請軍餉之事。四十一年二月官山東按察司副使，官至山西行太僕寺卿致仕。

## 著作
有《登菴詩集》。

## 家族
曾祖鄧玄敬；祖父鄧鴻；父鄧顯，恩例冠帶。母陳氏。慈侍下。